# Teodor Krupensky
Teodor sau Todorașcu Krupensky (n. 1787 – d. 1842), frate cu Matei Krupensky, a fost cel mai important membru din familia Krupensky. S-a născut la 19 iulie 1787 și a obținut o educație îngrijită. În anul 1812 obține postul de sărdar al ținuturilor Orhei și Chișinău. În casa lui Teodor s-a refugiat trupa de teatru nemțească, în casa acestuia avându-și sediul primul teatru din Chișinău.